# Villa Bauer
Le villa Bauer (en hongrois : Bauer-villa) est un édifice situé dans le 11e arrondissement de Budapest.